# Distretto di San Pedro de Larcay
Il distretto di San Pedro de Larcay è uno degli undici distretti della provincia di Sucre, in Perù. Si trova nella regione di Ayacucho e si estende su una superficie di 310,07 chilometri quadrati.

Istituito l'8 luglio 1964, ha per capitale la città di San Pedro de Larcay; nel censimento del 2005 contava 1.175 abitanti.